# 金展鹏
金展鹏（1938年11月6日—2020年11月27日），男，广西荔浦人, 中国材料科学专家、中国科学院院士，中南大学教授，长期致力于相图计算和相变动力学相关方面的研究。

## 生平
1938年，金展鹏生于广西荔浦。1960年，毕业于中南矿冶学院金相专业，1963年中南矿冶学院金属学专业研究生毕业，之后留校任教。1978年至1981年，他获公派留学，在皇家理工学院担任访问学者。随后他在相图实验测量方面取得重大突破。他首创的“三元扩散偶—一电子探针微区成分法”，后被国际上称为“金氏相图测定法”。1991年，他获得全国自然科学三等奖。1993年2月，加入中国共产党。1998年，金展鹏因颈椎病突发，经医院全力抢救脱险，却从此瘫痪在床，全身上下只有脖子能够动弹。
2003年，在瘫痪六年后，他当选为中国科学院院士。在他患病后的14年里，及金展鹏仍凭借顽强的毅力完成了一项国家863项目和三项国家自然科学基金项目。2020年11月27日，因病医治无效在长沙逝世，享年82岁。

## 贡献
金展鹏主要从事相图热力学与相变动力学研究。他发展了相变热力学模型和相图优化计算方法；并实测和计算了一系列合金材料、氧化锆基陶瓷材料以及其它功能材料相图。其在研究相图等温截面和等温四面体所发展的多元扩散偶技术，实现了快速便捷地获取三元相图等温截面及无扩散亚稳相转变区的信息，被称为“金氏相图测定法”、“金方法”。